# Atletica leggera ai XVII Giochi paralimpici estivi - 1500 metri piani T46 maschili
Ai XVII Giochi paralimpici estivi la competizione dei 1500 metri piani maschili T46 si è svolta il 31 agosto 2024 presso lo Stade de France di Parigi. Possono partecipare alla gara gli atleti appartenenti alle classi T46 e T45.

## Situazione pre-gara

### Record

#### T46
Prima di questa competizione, il record del mondo, il record paralimpico e i record continentali T46 erano i seguenti.
| Record              | Prestazione | Atleta                                         | Data e luogo                         | Competizione                         |
| ------------------- | ----------- | ---------------------------------------------- | ------------------------------------ | ------------------------------------ |
| Record mondiale     | 3'50"45     | Roeger Michael Australia                       | 24 maggio 2024 Kōbe, Giappone        | Campionati mondiali paralimpici 2024 |
| Record paralimpico  | 3'50"15     | Abraham Tarbei Kenya                           | 4 settembre 2012 Londra, Regno Unito | XIV Giochi paralimpici estivi        |
| Record africano     | 3'50"15     | Abraham Tarbei Kenya                           | 4 settembre 2012 Londra, Regno Unito | XIV Giochi paralimpici estivi        |
| Record panamericano | 3'54"43     | Alex Douglas Pires da Silva Brasile            | 22 ottobre 2015 Doha, Qatar          | Campionati mondiali paralimpici 2015 |
| Record asiatico     | 3'58"23     | Qin Ning Cina                                  | 10 settembre 2008 Pechino, Cina      | XIII Giochi paralimpici estivi       |
| Record europeo      | 3'48"87     | Aleksandr Jaremčuk Atleti Paralimpici Neutrali | 24 maggio 2024 Kōbe, Giappone        | Campionati mondiali paralimpici 2024 |
| Record oceaniano    | 3'50"45     | Roeger Michael Australia                       | 24 maggio 2024 Kōbe, Giappone        | Campionati mondiali paralimpici 2024 |

#### T45
Prima di questa competizione, il record del mondo, il record paralimpico e i record continentali T45 erano i seguenti.
| Record              | Prestazione    | Atleta                                     | Data e luogo                               | Competizione                               |
| ------------------- | -------------- | ------------------------------------------ | ------------------------------------------ | ------------------------------------------ |
| Record mondiale     | Record vacante | Record vacante                             | Record vacante                             | Record vacante                             |
| Record paralimpico  | 4'08"26        | Pedro Meza Zempoaltecatl Messico           | 20 settembre 2004 Atene, Grecia            | XII Giochi paralimpici estivi              |
| Record africano     | 4'30"43        | Record vacante. Prestazione minima 4'30"43 | Record vacante. Prestazione minima 4'30"43 | Record vacante. Prestazione minima 4'30"43 |
| Record panamericano | 4'08"26        | Pedro Meza Zempoaltecatl Messico           | 20 settembre 2004 Atene, Grecia            | XII Giochi paralimpici estivi              |
| Record asiatico     | Record vacante | Record vacante                             | Record vacante                             | Record vacante                             |
| Record europeo      | 4'42"20        | Evgeny Savinov Russia                      | 22 giugno 2014 Berlino, Germania           |                                            |
| Record oceaniano    | Record vacante | Record vacante                             | Record vacante                             | Record vacante                             |

### Campioni in carica
I campioni in carica a livello mondiale erano i seguenti.
| Campione    | Atleta                 | Prestazione          | Data e luogo                   | Competizione                  |
| ----------- | ---------------------- | -------------------- | ------------------------------ | ----------------------------- |
| Paralimpico | Aleksandr Jaremčuk RPC | 3'52"08              | 28 agosto 2021 Tokyo, Giappone | XVI Giochi paralimpici estivi |
| Mondiale    | Titolo non assegnato   | Titolo non assegnato | Titolo non assegnato           | Titolo non assegnato          |

### La stagione

#### T46
Prima di questa gara, gli atleti con le migliori tre prestazioni mondiali T46 dell'anno erano:
| Pos. | Atleta                                         | Prestazione | Data e luogo                       |
| ---- | ---------------------------------------------- | ----------- | ---------------------------------- |
| 1    | Aleksandr Jaremčuk Atleti Paralimpici Neutrali | 3'48"87     | 24 maggio 2024 Kōbe, Giappone      |
| 2    | Hristiyan Stoyanov Bulgaria                    | 3'49"54     | 24 maggio 2024 Kōbe, Giappone      |
| 3    | Michael Roeger Australia                       | 3'50"25     | 11 aprile 2024 Adelaide, Australia |

#### T45
Prima di questa gara, gli atleti con le migliori tre prestazioni mondiali T45 dell'anno erano:
| Pos. | Atleta                              | Prestazione                         | Data e luogo                        |
| ---- | ----------------------------------- | ----------------------------------- | ----------------------------------- |
| 1    | Luis Jose Loreto Barrios Venezuela  | 4'35"91                             | 30 maggio 2024 Caracas, Venezuela   |
| 2    | Nessun'altra prestazione registrata | Nessun'altra prestazione registrata | Nessun'altra prestazione registrata |
| 3    | Nessun'altra prestazione registrata | Nessun'altra prestazione registrata | Nessun'altra prestazione registrata |

## Risultati

### Finale
La finale diretta si è disputata il 31 agosto a partire dalle ore 11:11.
| Pos.    | Nome                                 | Nazionalità                 | Tempo   | Note                                     |
| ------- | ------------------------------------ | --------------------------- | ------- | ---------------------------------------- |
| Oro     | Aleksandr Jaremčuk (T46)             | Atleti Paralimpici Neutrali | 3'50"24 |                                          |
| Argento | Michael Roeger (T46)                 | Australia                   | 3'51"19 |                                          |
| Bronzo  | Antoine Praud (T46)                  | Francia                     | 3'51"37 | Miglior prestazione personale            |
| 4       | Hristiyan Stoyanov (T46)             | Bulgaria                    | 3'52"27 |                                          |
| 5       | Samir Nouioua (T46)                  | Algeria                     | 3'57"30 |                                          |
| 6       | Luke Nuttall (T46)                   | Gran Bretagna               | 3'57"62 | Miglior prestazione personale stagionale |
| 7       | Gemechu Amenu Dinsa (T46)            | Etiopia                     | 3'59"05 |                                          |
| 8       | David Emong (T46)                    | Uganda                      | 4'01"48 |                                          |
| 9       | Pradeep Puwakpitikande (T46)         | Sri Lanka                   | 4'01"84 |                                          |
| 10      | Christian Olsen (T46)                | Danimarca                   | 4'02"76 |                                          |
| 11      | Mauricio Esteban Orrego Campos (T46) | Cile                        | 4'06"03 |                                          |
| 12      | Wesley Kimeli Sang (T46)             | Kenya                       | 4'07"92 |                                          |
| 13      | Bechir Agoubi (T46)                  | Tunisia                     | 4'09"72 |                                          |
| 14      | Remy Nikobimeze (T46)                | Burundi                     | 4'10"69 | Miglior prestazione personale stagionale |
| 15      | Grevist Bytyci (T46)                 | Kosovo                      | 4'32"88 | Miglior prestazione personale            |
| -       | Emmanuel Niyibizi (T46)              | Ruanda                      | dq      | [ 3 ]                                    |